# Jim Pugh
Jim Pugh (Burbank, 5 febbraio 1964) è un ex tennista statunitense che è stato numero 1 del ranking ATP di doppio ed ha vinto 3 titoli Slam in doppio maschile e 5 in doppio misto.

## Carriera
Tennista specializzato nel doppio, in questa disciplina ha vinto un totale di ventidue tornei ed ha raggiunto la prima posizione in classifica nel giugno 1989. In carriera ha fatto per lungo tempo coppia con il connazionale Rick Leach, insieme hanno vinto infatti tre tornei dello Slam e il Masters di fine anno.

Oltre ai tre tornei dello Slam vinti, Australian Open 88, 89 e Wimbledon 1990, ha raggiunto la finale anche al Torneo di Wimbledon 1989, agli US Open 1988 e all'Open di Francia 1991 uscendone però sconfitto.

Nel singolare ha conquistato un solo torneo, a Newport nel 1989. In Coppa Davis ha giocato un totale di sei match per la squadra americana ottenendo solo vittorie e aiutando il team a conquistare il trofeo nel 1990.

## Statistiche

### Singolare

#### Vittorie (1)
| Legenda                                       |
| Grande Slam                                   |
| Tennis Masters Cup / ATP World Tour Finals    |
| Grand Slam Cup                                |
| Super 9 / Master Series                       |
| ATP Championships / International Series Gold |
| World Series / International Series (1)       |

| Numero | Data           | Torneo                                     | Superficie | Avversario in finale | Punteggio     |
| 1.     | 16 luglio 1989 | Hall of Fame Tennis Championships, Newport | Erba       | Peter Lundgren       | 6-4, 4-6, 6-2 |

#### Finali perse (3)
| Numero | Data           | Torneo                                     | Superficie | Avversario in finale | Punteggio     |
| 1.     | 27 luglio 1987 | Schenectady Open, Schenectady              | Cemento    | Jaime Yzaga          | 0-6, 7-6, 6-1 |
| 2.     | 4 ottobre 1987 | Pacific Coast Championships, San Francisco | Sintetico  | Peter Lundgren       | 6-1, 7-5      |
| 3.     | 7 agosto 1989  | ATP Volvo International, Stratton Mountain | Cemento    | Brad Gilbert         | 7-5, 6-0      |

### Doppio

#### Vittorie (22)
| Legenda                                        |
| Grande Slam (3)                                |
| Tennis Masters Cup / ATP World Tour Finals (1) |
| Grand Slam Cup                                 |
| Super 9 / Master Series (1)                    |
| ATP Championships / International Series Gold  |
| World Series / International Series (17)       |

| Numero | Data             | Torneo                                         | Superficie  | Compagno          | Avversari in finale                | Punteggio               |
| 1.     | 11 maggio 1987   | BMW Open, Monaco di Baviera                    | Terra rossa | Blaine Willenborg | Sergio Casal Emilio Sánchez        | 7–6, 4–6, 6–4           |
| 2.     | 12 ottobre 1987  | Tennis Channel Open, Scottsdale                | Cemento     | Rick Leach        | Dan Goldie Mel Purcell             | 6–3, 6–2                |
| 3.     | 2 novembre 1987  | Hong Kong Open, Hong Kong                      | Cemento     | Mark Kratzmann    | Marty Davis Brad Drewett           | 6–7, 6–4, 6–2           |
| 4.     | 25 gennaio 1988  | Australian Open, Melbourne                     | Cemento     | Rick Leach        | Jeremy Bates Peter Lundgren        | 6–3, 6–2, 6–3           |
| 5.     | 9 maggio 1988    | BMW Open, Monaco di Baviera                    | Terra rossa | Rick Leach        | Alberto Mancini Christian Miniussi | 7–6, 6–1                |
| 6.     | 25 luglio 1988   | Legg Mason Tennis Classic, Washington          | Cemento     | Rick Leach        | Jorge Lozano Todd Witsken          | 6–3, 6–7, 6–2           |
| 7.     | 8 agosto 1988    | RCA Championships, Indianapolis                | Cemento     | Rick Leach        | Ken Flach Robert Seguso            | 6–4, 6–3                |
| 8.     | 22 agosto 1988   | Cincinnati Masters, Cincinnati                 | Cemento     | Rick Leach        | Jim Grabb Patrick McEnroe          | 6–2, 6–4                |
| 9.     | 21 novembre 1988 | Detroit Open, Detroit                          | Sintetico   | Rick Leach        | Ken Flach Robert Seguso            | 6–4, 6–1                |
| 10.    | 11 dicembre 1988 | Tennis Masters Cup, Londra                     | Sintetico   | Rick Leach        | Emilio Sánchez Sergio Casal        | 6–4, 6–3, 2–6, 6–0      |
| 11.    | 30 gennaio 1989  | Australian Open, Melbourne                     | Cemento     | Rick Leach        | Darren Cahill Mark Kratzmann       | 6–4, 6–4, 6–4           |
| 12.    | 13 marzo 1989    | Tennis Channel Open, Scottsdale                | Cemento     | Rick Leach        | Paul Annacone Christo van Rensburg | 6–7, 6–3, 6–2, 2–6, 6–4 |
| 13.    | 1º maggio 1989   | ATP Singapore, Singapore                       | Cemento     | Rick Leach        | Paul Chamberlin Paul Wekesa        | 6–3, 6–4                |
| 14.    | 8 maggio 1989    | WCT Tournament of Champions, Forest Hills      | Terra rossa | Rick Leach        | Jim Courier Pete Sampras           | 6–4, 6–2                |
| 15.    | 27 novembre 1989 | ATP Itaparica, Itaparica                       | Cemento     | Rick Leach        | Jorge Lozano Todd Witsken          | 6–2, 7–6                |
| 16.    | 26 febbraio 1990 | U.S. Pro Indoor, Filadelfia                    | Sintetico   | Rick Leach        | Grant Connell Glenn Michibata      | 3–6, 6–4, 6–2           |
| 17.    | 26 marzo 1990    | Miami Masters, Key Biscayne                    | Cemento     | Rick Leach        | Boris Becker Cássio Motta          | 6–4, 3–6, 6–3           |
| 18.    | 9 luglio 1990    | Wimbledon, Londra                              | Erba        | Rick Leach        | Pieter Aldrich Danie Visser        | 7–6, 7–6, 7–6           |
| 19.    | 18 febbraio 1991 | U.S. Pro Indoor, Filadelfia                    | Sintetico   | Rick Leach        | Udo Riglewski Michael Stich        | 6–4, 6–4                |
| 20.    | 13 maggio 1991   | U.S. Men's Clay Court Championships, Charlotte | Terra rossa | Rick Leach        | Bret Garnett Greg Van Emburgh      | 6–3, 2–6, 6–3           |
| 21.    | 5 agosto 1991    | Countrywide Classic, Los Angeles               | Cemento     | Javier Frana      | Glenn Michibata Brad Pearce        | 7–5, 2–6, 6–4           |
| 22.    | 10 agosto 1992   | Countrywide Classic, Los Angeles               | Cemento     | Patrick Galbraith | Francisco Montana David Wheaton    | 7–6, 7–6                |